# 고추참치
고추참치는 한국의 참치 요리이다. 캔 참치에 감자, 당근, 양파 등 채소를 넣고 고추 소스로 양념해 만든다. 동원, 사조 등 식품회사의 캔 참치 제품으로도 출시되어 있다.

## 같이 보기
- 캔 참치